# 거대담론
거대담론(巨大談論, 영어: metadiscourse, 독일어: Metadiskurs) 혹은 거대서사(프랑스어: grand narratives)는 상위범주에 속하거나 포괄적 기능을 가진 담론이다. 담론에 대한 자기지시적(재귀적)인 담론도 거대담론이 될 수가 있다. 주로 인문·사회·문화학 분야에서 사용되는 개념이다. 특히 장프랑수아 리오타르의 근대 비판과 관련해 생성되었다. 

## 용어적 개념
"상위의", "상부의", "더 높은 수준/수위/층위/단계의", "포괄적 단계의" 정도의 뜻을 가진 고대 그리스어 접두사인 meta와 ‘담론’이라는 어휘의 유래가 된 라틴어의 discursus(뛰어다니다)이 결합해 만들어진다. 어떤 사회의 담론의 구조나 체계에서 다른 담론보다 포괄적이라는 뜻이다. 담론이란 사회적으로 생성·교환·발전되는 복합적 구조나 체계를 가진 언어적 정보를 말한다. 즉, 단순한 의미로는 대개 사회와 관련되면서 사회의 구성원들간에 여러 경로로 소통되어 다각도로 나누어지는 '이야기'들이라고 할 수 있다.

## 리오타르의 거대서사
서양 인문학에서의 일반적 사용에 의하면, 거대서사(grand narratives)는 근대의 사회, 즉 민족이나 국가 안에 전파되면서 지식을 정당화시키는 철학적 체계들이다. 이 체계들은 한 가지의 원리에 기반하고 있다. 가령 신, 주체, 이성 등이다. 이러한 체계들은 또한 대개 (역사의) 진보나 미래를 지향하고 암시하는 메세지를 담고 있다. 한 가지의 중심적 원리에 의해 일반적으로 통용되는 진술을 내려 한다. 
거대서사(grand narratives)의 개념은 근대를 비판하기 위해, 특히 장프랑수아 리오타르의 1979년의 저서 《포스트모던의 조건》(La condition postmoderne)에서 도입되었다. 
리오타르에 따르면 지식 형태로는 학문적 지식과 서사적 지식이 있다. 그 중 학문을 리오타르는 새로운 지식 형태로 보았다. 학문은 정당화의 문제를 가지고 있었고, 이를 해결하기 위한 시도들이 있었다. 즉, 보편적으로 통용되는 학문의 이성성을 정당화하려는 시도들이다. 이런 시도들은 여러 인식이론에 의해 이루어졌다. 휴머니즘, 계몽주의, 그리고 관념론이다. 관념론 중에서는 칸트의 철학과 헤겔의 철학이 대표적이다. 리오타르는 후자의 두 철학을 “거대서사”라 하고, 둘은 보편적 학문의 이성성의 정당화에 실패했다고 한다. 그는 이러한 일련의 시도들 ― 리오타르에 의하면 프로젝트들 ―을 근대라는 개념 하에 묶어 정의한다. 리오타르는 근대라는 프로젝트는 실패하였으며, 따라서 거대서사는 더 이상 무의미하다고 한다. 거대서사를 대신하여 다양한 담론들이 그 자리에 들어가 이성성과 규범성을 획득한다는 것이다. 그 담론들은 자체의 규정을 가지고 있으며 많은 발화들이 서로 엮어짐으로써 이루어진다는 것이다. 이러한 담론들을 리오타르는 “언어유희”라 한다. 이 개념은 루트비히 비트겐슈타인에게서 수용한 것이다.

## 참고 문헌
- 장 프랑수아 리오타르, 포스트모던의 조건(La condition postmoderne), 유정완 역, 민음사, 2018
- Münker, Stefan / Roesler, Alexander (2012): Poststrukturalismus, 2. Aufl. (1. Aufl. 1999), Stuttgart/Weimar: Verlag J.B. Metzler

## 같이 보기
- 담론
- 포스트모더니즘
- 탈구조주의